# Bolligen
Bolligen é uma comuna da Suíça, situada no distrito administrativo de Berna-Mittelland, no cantão de Berna. Tem 16,57 km² de área e sua população em 2018 foi estimada em 6.262 habitantes.